# Papilioninae
De Papilioninae zijn een onderfamilie van vlinders uit de familie pages (Papilionidae). De onderfamilie telt circa 480 soorten, waarvan ruim 200 in het geslacht Papilio en ruim 100 in het geslacht Graphium.

## Geslachtengroepen en geslachten
- Papilionini Latreille, 1802
  - Papilio Linnaeus, 1758
  - Chilasa Moore, 1881
  - Meandrusa Moore, 1888
- Leptocircini Kirby, 1896
  - Lamproptera Gray, 1832
    - = Leptocircus Swainson, 1833

  - Eurytides Hübner, 1821
  - Graphium Scopoli, 1777
  - Iphiclides Hübner, 1819
  - Mimoides Brown, 1991
  - Protesilaus Swainson, 1832
  - Protographium Munroe, 1961
    - = Neographium Möhn, 2002
- Teinopalpini Grote, 1899
  - Teinopalpus Hope, 1843
- Troidini Talbot, 1939
  - Troides Hübner, 1819
  - Atrophaneura Reakirt, 1865
  - Battus Scopoli, 1777
  - Byasa Moore, 1882
  - Cressida Swainson, 1832
  - Euryades C. & R. Felder, 1864
  - Losaria Moore, 1902
  - Ornithoptera Boisduval, 1832
  - Pachliopta Reakirt, 1865
  - Parides Hübner, 1819
  - Pharmacophagus Haase, 1891
  - Trogonoptera Rippon, 1890